# Bjarkøy
Bjarkøy là một đô thị ở hạt Troms, Na Uy. Trung tâm hành chính của đô thị này là làng Bjarkøy. Đô thị này nằm rải rác trên một số hòn đảo nhỏ, lớn nhất là ở phía bắc của Grytøya (phần phía nam thuộc về Harstad). Đảo Bjarkøya có thôn lớn nhất, cũng là thủ phủ của đô thị này.